# Marampudi Joji
Marampudi Joji (* 7. Oktober 1942 in Bhimavaram, Andhra Pradesh; † 27. August 2010 in Secunderabad, Andhra Pradesh) war ein indischer Theologe und römisch-katholischer Erzbischof von Hyderabad in Zentralindien.
Marampudi Joji hat indische Kirchengeschichte geschrieben. Er war der erste Erzbischof, der ein Dalit war und so als Nachfahre der indischen Ureinwohner als „Unberührbarer“ galt.

## Leben
Marampudi Joji besuchte die lutherische Boarding School bei Samalkot, die von Priestern der Andhra Evangelical Lutheran Church (AELC) geleitet wurde. Nach dem Besuch des Kleinen Seminars in Nuzvidu studierte er an den Priesterseminaren in Hyderabad und Bangalore. Er empfing am 14. Dezember 1971 die Priesterweihe und wurde in das Bistum Vijayawada inkardiniert. Später studierte er Katechismus, Journalismus und Medienwissenschaften am Loyola College in Chennai, zudem Business Administration an der Bombay University.
Papst Johannes Paul II. bestellte ihn 1991 zum Bischof des Bistums Khammam. Die Bischofsweihe spendete ihm am 19. März 1992 Erzbischof Georg Zur, Apostolischer Nuntius in Indien und Nepal; Mitkonsekratoren waren der Erzbischof von Hyderabad, Saminini Arulappa, und Joseph S. Thumma, Bischof von Vijayawada.
1996 erfolgte durch Papst Johannes Paul II. die Ernennung zum Bischof des Bistums Vijayawada und 2000 zum Erzbischof des Erzbistums Hyderabad. Er war Mitglied des Ständigen Ausschusses der katholischen Bischofskonferenz von Indien (CBCI) und Sekretär der Andhra Pradesh Bischofskonferenz (APBC). Joji galt als engagierter indischer Kirchenmann, er war unter anderem Mitglied der Planungskommission und kooptiertes Mitglied der Vijayawada Municipal Corporation.
Marampudi Joji starb an den Folgen eines Herzinfarkts. Er wurde im Gunadala Matha Shrine in Vijayawada beigesetzt.